# Lehvaz
Lehvaz (en arménien Լեհվազ) est une communauté rurale du marz de Syunik en Arménie. En 2011, elle compte 623 habitants.

## Géographie

### Situation
Lehvaz est située à 6 km de la ville de Meghri et à 73 km de Kapan, la capitale régionale.

### Topographie
L'altitude moyenne de Lehvaz est de 900 m.

### Territoire
La communauté couvre 3 385 hectares, dont :
- 1 336 ha de terrains agricoles ;
- 4 ha de terrains industriels ;
- 17 ha alloués aux infrastructures énergétiques, de transport, de communication, etc. ;
- 1 934 ha d'aires protégées ;
- 14 ha d'eau[3].

## Politique
Le maire (ou plus correctement le chef de la communauté) de Lehvaz est depuis 2006 Sasun Zakaryan, membre du Parti républicain d'Arménie.
| Début | Fin      | Nom            | Parti                       |
| ----- | -------- | -------------- | --------------------------- |
| 2006  | 2010     | Sasun Zakaryan | Parti républicain d'Arménie |
| 2010  | En cours | Sasun Zakaryan | Parti républicain d'Arménie |

## Économie
L'économie de la communauté repose principalement sur l'agriculture.

## Démographie
| 2001 | 2008 | 2011 |
| ---- | ---- | ---- |
| 541  | 571  | 623  |